# Айронс, Джереми
Дже́реми Джон А́йронс (англ. Jeremy John Irons; род. 19 сентября 1948, Каус, остров Уайт, Великобритания) — британский актёр и общественный деятель. Лауреат премий «Оскар» и «Тони», премии Гильдии киноактёров США, двух премий «Золотой глобус», трёх премий «Эмми», а также номинант на премию BAFTA, BAFTA TV и «Грэмми».

## Биография
Родился 19 сентября 1948 года в городе Каус, остров Уайт, в проливе Ла-Манш. Начал работать ассистентом в театре после того, как провалился на вступительных экзаменах в ветеринарную школу. Два года учился на актёрских курсах театра «Олд Вик» в Бристоле (Bristol Old Vic Theatre School).

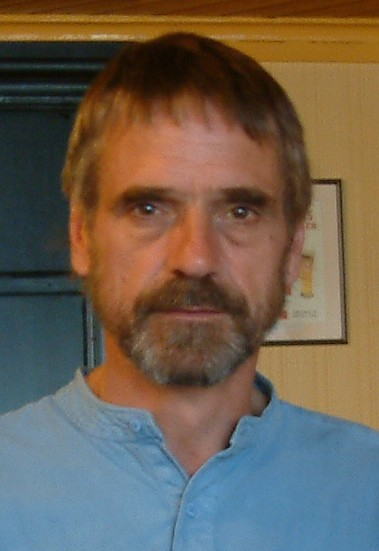
Айронс в 2006 году

В 1971 году переехал в Лондон. Работал в труппе одного из театров Вест-Энда и на телевидении. Критики отметили его роль в телесериале «Возвращение в Брайдсхед» (Brideshead Revisited, 1981). В том же году снялся с Мерил Стрип в фильме «Женщина французского лейтенанта».
В 1984 году сыграл главного героя в «Любви Свана» (экранизация второй части романа «По направлению к Свану» Марселя Пруста), где роль Одетты исполнила Орнелла Мути.
Член труппы Королевского шекспировского театра.
Дважды снимался у режиссёра Дэвида Кроненберга: в фильме «Связанные насмерть» (1988) и в драме «М. Баттерфляй» (1993).
В 1991 году получил «Оскар» за роль в триллере «Изнанка судьбы». В 1994 году озвучил Шрама в мультфильме «Король Лев». Также сыграл роль террориста Саймона Грубера в «Крепком орешке 3». В 1997 году сыграл Гумберта Гумберта в «Лолите» по роману В. Набокова.
Известен по таким картинам, как «А теперь, дамы и господа», где его партнёршей была известная французская певица Патрисия Каас, и «Каллас навсегда» с Фанни Ардан. Оба фильма вышли в 2002 году. В 2006 году исполнил роль Брома в фильме «Эрагон».
В 2011 году снялся в роли Родриго Борджиа (Александра VI) в телесериале «Борджиа».
Записал стихотворение Томаса Харди «Afterwards», которым завершается альбом композитора Джона Лорда «To Notice Such Things» (2010) в его фортепианном сопровождении.
В 2012 году он снялся и работал исполнительным продюсером экологического документального фильма «Разгромленный». Сыграл математика Г. Х. Харди в фильме 2015 года «Человек, который познал бесконечность».
В 2016 году Айронс сыграл Альфреда Пенниуорта в фильме «Бэтмен против Супермена: На заре справедливости», в 2017 году — в «Лиге справедливости».
В 2018 году сыграл генерала Владимира Корчного в шпионском триллере Фрэнсиса Лоуренса «Красный воробей», основанном на одноимённой книге Джейсона Мэтьюса.
В декабре 2021 года состоялась премьера драмы «Дом Gucci», в которой актёр сыграет Родольфо Гуччи.

## Семья
Родители: отец — Пол Дуган Айронс (1913—1983), ассистент, мать — Барбара Энн Бреретон Браймер (в девичестве Шарп; 1914—1999).
Брат — Кристофер (1943), сестра — Фелисити Энн (1944).

## Личная жизнь

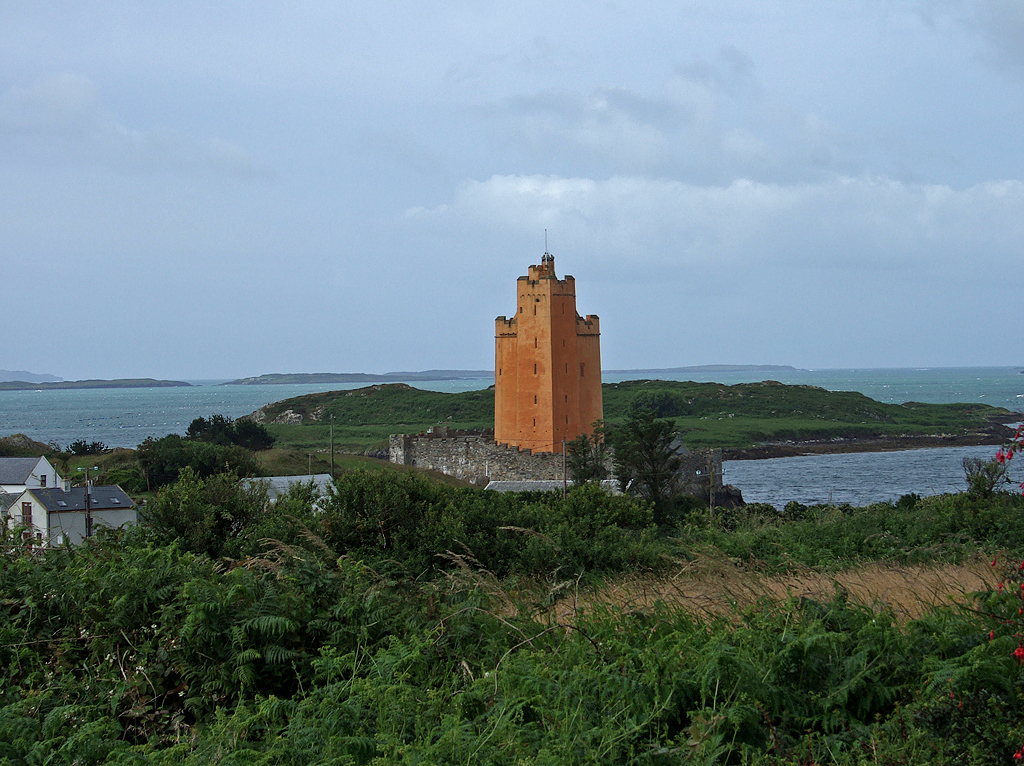
Замок Килкоу близ Баллидехоба, графство Корк, Ирландия

В 1969 году Айронс женился на Джули Халлам, но они развелись позже в том же году.
28 марта 1978 года он женился на ирландской актрисе Шинейд Кьюсак. У них двое сыновей, Сэмюэл Айронс (род. 1978), фотограф и Максимилиан Айронс (род. 1985), также актёр. Оба сына Айронса снимались в фильмах вместе со своим отцом.
Он владеет замком Килкоу близ Баллидехоба, графство Корк, Ирландия. У него также есть ещё одна ирландская резиденция в Дублине, а также дом в его родном городе Коуз, семейный дом в Оксфордшире и дом в Ноттинг-Хилле, Лондон. Айронс свободно говорит по-французски.
По собственному заявлению, придерживается либертарианских взглядов.
Айронс поддерживает ряд благотворительных организаций, включая «Prison Phoenix Trust» и «Evidence for Development».

## Избранная фильмография
| Год       |    | Русское название                                | Оригинальное название               | Роль                               |
| --------- | -- | ----------------------------------------------- | ----------------------------------- | ---------------------------------- |
| 1980      | ф  | Нижинский                                       | Nijinsky                            | Михаил Фокин                       |
| 1981      | ф  | Женщина французского лейтенанта                 | French Lieutenant’s Woman           | Чарльз Смитсон                     |
| 1981      | с  | Возвращение в Брайдсхед                         | Brideshead Revisited                | Чарльз Райдер                      |
| 1982      | ф  | Лунное сияние                                   | Moonlighting                        | Новак                              |
| 1983      | ф  | Любовь Свана                                    | Un Amour De Swann                   | Шарль Сван                         |
| 1983      | ф  | Дикая утка                                      | The Wild Duck                       | Гарольд                            |
| 1983      | ф  | Измена                                          | Betrayal                            | Джерри                             |
| 1983      | ф  | Кукла капитана                                  | The Captain's Doll                  | капитан Алекс Хепворт              |
| 1986      | ф  | Миссия                                          | The Mission                         | отец Габриэль                      |
| 1988      | ф  | Связанные насмерть                              | Dead Ringers                        | Биверли Ментл/Эллиот Ментл         |
| 1988      | ф  | Хор неодобрения                                 | A Chorus of Disapproval             | Гай Джонс                          |
| 1989      | ф  | Дэнни — чемпион мира                            | Danny the Champion of the World     | Уильям Смит                        |
| 1989      | ф  | Австралия                                       | Australia                           | Эдуард Пирсон                      |
| 1990      | ф  | Изнанка судьбы                                  | Reversal of Fortune                 | Клаус фон Бюлов                    |
| 1991      | ф  | Опера нищих                                     | Zebrácká opera                      | заключённый                        |
| 1991      | ф  | Кафка                                           | Kafka                               | Франц Кафка                        |
| 1992      | ф  | Ущерб                                           | Damage                              | доктор Стивен Флеминг              |
| 1992      | ф  | У воды                                          | Waterland                           | Том Крик                           |
| 1992      | с  | Представление                                   | Tales from Hollywood                | Эдён фон Хорват                    |
| 1993      | ф  | Дом духов                                       | The House Of The Spirits            | Эстебан Труэба                     |
| 1993      | ф  | М. Баттерфляй                                   | M. Butterfly                        | Рене Галлимар                      |
| 1994      | мф | Король Лев                                      | The Lion King                       | Шрам                               |
| 1995      | ф  | Крепкий орешек 3: Возмездие                     | Die Hard: With a Vengeance          | Саймон Грубер                      |
| 1996      | ф  | Ускользающая красота                            | Stealing Beauty                     | Алекс                              |
| 1997      | ф  | Лолита                                          | Lolita                              | Гумберт Гумберт                    |
| 1997      | ф  | Китайская шкатулка                              | Chinese box                         | Джон                               |
| 1998      | ф  | Человек в железной маске                        | Man in the Iron Mask                | Арамис                             |
| 1999      | мф | Гарри в стране фей                              | Faeris                              | оборотень                          |
| 2000      | с  | Долгота                                         | Longitude                           | Руперт Гулд                        |
| 2000      | ф  | Подземелье драконов                             | Dungeons & Dragons                  | Профион                            |
| 2001      | ф  | Четвёртый ангел                                 | The Fourth Angel                    | Джек Элгин                         |
| 2002      | ф  | Каллас навсегда                                 | Callas Forever                      | Ларри Келли                        |
| 2002      | ф  | А теперь, дамы и господа                        | And now… Ladies & Gentlemen         | Валентен Валентен                  |
| 2002      | ф  | Машина времени                                  | Time Machine                        | главный морлок                     |
| 2002      | ф  | Последний шанс                                  | Last Call                           | Фрэнсис Скотт Кей Фицджеральд      |
| 2004      | ф  | Венецианский купец                              | The Merchant of Venice              | Антонио                            |
| 2004      | ф  | Театр                                           | Being Julia                         | Майкл Госселин                     |
| 2005      | ф  | Царство небесное                                | Kingdom of Heaven                   | Тиберий                            |
| 2005      | ф  | Казанова                                        | Casanova                            | Пуччи                              |
| 2005      | с  | Елизавета I                                     | Elizabeth I                         | лорд Дадли                         |
| 2006      | ф  | Эрагон                                          | Eragon                              | Бром                               |
| 2006      | ф  | Внутренняя империя                              | Inland Empire                       | Кингсли Стюарт                     |
| 2008      | ф  | Аппалуза                                        | Appaloosa                           | Рэндалл Брэгг                      |
| 2008      | ф  | Цвет волшебства                                 | The Colour of Magic                 | Хэвлок Витинари                    |
| 2009      | ф  | Розовая пантера 2                               | The pink panther 2                  | Алонсо Авелланеда                  |
| 2009      | ф  | Джорджия О'Кифф                                 | Georgia O'Keeffe                    | Альфред Стиглиц                    |
| 2010      | с  | Закон и порядок: Специальный корпус             | Law and order: Special Victims Unit | доктор Кэп Джексон                 |
| 2011      | ф  | Предел риска                                    | Margin Call                         | Джон Талд                          |
| 2011—2013 | с  | Борджиа                                         | The Borgias                         | Александр VI                       |
| 2012      | ф  | Слова                                           | The Words                           | Старик                             |
| 2012      | с  | Пустая корона: Генрих IV                        | The Hollow Crown: Henry IV          | Генрих IV                          |
| 2013      | ф  | Прекрасные создания                             | Beautiful Creatures                 | Мэйкон Мельхиседек Равенвуд        |
| 2013      | ф  | Ночной поезд до Лиссабона                       | Night Train to Lisbon               | профессор Раймунд Грегориус        |
| 2015      | ф  | Высотка                                         | High-Rise                           | Энтони Роял                        |
| 2015      | ф  | Человек, который познал бесконечность           | The Man Who Knew Infinity           | профессор Годфри Харолд Харди      |
| 2016      | ф  | Бэтмен против Супермена: На заре справедливости | Batman v Superman: Dawn of Justice  | Альфред Пенниуорт                  |
| 2016      | ф  | Сила воли                                       | Race                                | Эйвери Брэндедж                    |
| 2016      | ф  | Кредо убийцы                                    | Assassin's Creed                    | Алан Риккин                        |
| 2016      | ф  | Двое во вселенной                               | La Corrispondenza                   | Эд Ферум                           |
| 2017      | ф  | Лига справедливости                             | Justice League                      | Альфред Пенниуорт                  |
| 2018      | ф  | Красный воробей                                 | Red Sparrow                         | генерал Владимир Андреевич Корчный |
| 2019      | с  | Хранители                                       | Watchmen                            | Эдриан Вайдт / Озимандия           |
| 2020      | ф  | Любовь, свадьбы и прочие катастрофы             | Love, Weddings & Other Disasters    | Лоуренс Филлипс                    |
| 2021      | с  | Лига справедливости Зака Снайдера               | Zack Snyder's Justice League        | Альфред Пенниуорт                  |
| 2021      | ф  | Мюнхен                                          | Munich                              | Невилл Чемберлен                   |
| 2021      | ф  | Дом Gucci                                       | House of Gucci                      | Родольфо Гуччи                     |
| 2023      | ф  | Флэш                                            | The Flash                           | Альфред Пенниуорт                  |
| 2024      | ф  | Пчеловод                                        | Beekeeper                           | Уоллес Вествайлд                   |

## Награды и номинации
| Награда                        | Год  | Категория                                                                    | Фильм/Телесериал/Постановка     | Результат |
| ------------------------------ | ---- | ---------------------------------------------------------------------------- | ------------------------------- | --------- |
| Оскар                          | 1991 | Лучшая мужская роль                                                          | Изнанка судьбы                  | Победа    |
| BAFTA                          | 1982 | Лучшая мужская роль                                                          | Женщина французского лейтенанта | Номинация |
| BAFTA TV                       | 1982 | Лучшая мужская роль                                                          | Возвращение в Брайдсхед         | Номинация |
| Золотой глобус                 | 1983 | Лучшая мужская роль в мини-сериале или телефильме                            | Возвращение в Брайдсхед         | Номинация |
| Золотой глобус                 | 1987 | Лучшая мужская роль в драме                                                  | Миссия                          | Номинация |
| Золотой глобус                 | 1991 | Лучшая мужская роль в драме                                                  | Изнанка судьбы                  | Победа    |
| Золотой глобус                 | 2007 | Лучшая мужская роль второго плана в мини-сериале, телесериале или телефильме | Елизавета I                     | Победа    |
| Золотой глобус                 | 2010 | Лучшая мужская роль в мини-сериале или телефильме                            | Джорджия О’Кифф                 | Номинация |
| Золотой глобус                 | 2012 | Лучшая мужская роль в телевизионном сериале (драма)                          | Борджиа                         | Номинация |
| Эмми                           | 1982 | Лучшая мужская роль в мини-сериале или фильме                                | Возвращение в Брайдсхед         | Номинация |
| Эмми                           | 1997 | Лучшее озвучивание                                                           | Первая мировая война 1914—1918  | Победа    |
| Эмми                           | 2006 | Лучшая мужская роль второго плана в мини-сериале или фильме                  | Елизавета I                     | Победа    |
| Эмми                           | 2014 | Лучший рассказчик                                                            | Big Cat Week                    | Победа    |
| Эмми                           | 2020 | Лучшая мужская роль в мини-сериале или фильме                                | Хранители                       | Номинация |
| Премия Гильдии киноактёров США | 2007 | Лучшая мужская роль в телефильме или мини-сериале                            | Елизавета I                     | Победа    |
| Премия Гильдии киноактёров США | 2010 | Лучшая мужская роль в телефильме или мини-сериале                            | Джорджия О’Кифф                 | Номинация |
| Премия Гильдии киноактёров США | 2014 | Лучшая мужская роль в телефильме или мини-сериале                            | Пустая корона                   | Номинация |
| Тони                           | 1984 | Лучшая мужская роль в пьесе                                                  | Отражения                       | Победа    |